# Уунартек
Уунартек (дат. Uunarteq) — покинутый поселок в коммуне Сермерсоок на востоке Гренландии. Находится в 7 км от Иллоккортоормиута.

## История
Поселок был основан рыбаками и их семьями в 1926 году. В 1947 году был установлен телеграф и метеостанция. В самый пик в поселке жило около 120 человек, была собственная школа. До 1960 года в поселке находилась сейсмическая станция. Уунартек существовал до середины 1980-х годов, в коих местная метеостанция была закрыта. Последняя семья покинула поселок в 2004 году. В районе посёлка так же обитают представители семейства Полосатиковые.